# Macrodorcas fulvonotata
Macrodorcas fulvonotata is een keversoort uit de familie vliegende herten (Lucanidae). De wetenschappelijke naam van de soort is voor het eerst geldig gepubliceerd in 1862 door Parry.